# Đinh Hạng Lang
Đinh Hạng Lang (chữ Hán: 丁項郎; ? - 979), là Thái tử nhà Đinh, con trai thứ hai  của Vua Đinh Tiên Hoàng trong lịch sử Việt Nam.

## Tiểu sử
Đinh Tiên Hoàng có ba con trai: Khuông Liễn, Toàn và Hạng Lang. Trong đó con cả Đinh Liễn là người cùng Đinh Bộ Lĩnh đánh dẹp 12 sứ quân, lập nên nhà Đinh. Năm Mậu Thìn (968), khi Đinh Bộ Lĩnh lên ngôi, đặt quốc hiệu là Đại Cồ Việt, định đô ở Hoa Lư, Đinh Liễn được phong làm Nam Việt Vương.
Trong ba con trai của Đinh Bộ Lĩnh, chính sử chỉ ghi chép hoàng tử Đinh Toàn sinh năm 974 mà không ghi năm sinh của Đinh Liễn và Hạng Lang, rất có thể do 2 hoàng tử này sinh trước năm 968, tức khi Đinh Bộ Lĩnh chưa lên ngôi Hoàng đế. Các ý kiến hiện nay cho rằng Hạng Lang là con của hoàng hậu Hoàng Thị, vốn là phu nhân họ Ngô, mẹ của sứ quân Ngô Nhật Khánh. Tuy nhiên, đây chỉ là suy đoán vì sử sách không ghi ai là mẹ của Hạng Lang. Nhà nghiên cứu Tạ Chí Đại Trường cho rằng năm 974 là năm sinh của "Hoàng thứ tử" Toàn, là tiếp nối việc một "Hoàng trưởng tử" được sinh ra trước đó. Năm 978, Toàn được phong cùng lúc với "Hạng Lang", một người được chỉ định kế nghiệp, một người là chức vương phù trợ (Vệ Vương), tình hình tiến triển như thế chứng tỏ thứ bậc liên tiếp của hai người trong cùng một hệ phái, đồng thời cũng gián tiếp xác nhận "Hạng Lang" là anh trai của Vệ Vương Đinh Toàn.
Năm Mậu Dần (978), Đinh Bộ Lĩnh lập Hạng Lang làm Thái tử. Theo chính sử, lúc ấy Hạng Lang còn trẻ tuổi. Đinh Liễn quá tức giận vì đã từng theo cha đánh dẹp 12 sứ quân, lập được nhiều công lớn mà lại không được chọn nên đã giết chết Hạng Lang vào mùa xuân năm 979.
Sau đó Đinh Bộ Lĩnh và Đinh Liễn cùng bị một viên quan là Đỗ Thích giết chết. Người con trai còn lại của Đinh Bộ Lĩnh là Đinh Toàn lên ngôi.
Ngô Sĩ Liên viết trong Đại Việt sử ký toàn thư, bản kỉ quyển 1:
"Truyền ngôi cho con trưởng là đạo thường của muôn đời, bỏ đạo ấy mà không có biến loạn thì quả là chưa bao giờ nghe vậy. Cũng có khi nhân thời loạn mà lập Thái Tử, nhưng trước hết phải chọn người có công, nếu con trưởng ác đức thì phải phế bỏ đi rồi sau mới lập con thứ. Thế là xử việc lúc biến mà vẫn được đúng, người xưa cũng từng làm. Nam Việt Vương Đinh Liễn là con trưởng, từng có công lao, chưa thấy có lỗi. Đinh Tiên Hoàng vì yêu con thứ mà quên con trưởng, tưởng thế là thỏa tình yêu quý, nào có biết đâu như thế là làm hại con. Còn như Đinh Liễn giết em, nhẫn tâm đến thế thì rõ là thiên đạo và nhân luân đều mất hết, tức là tự chuốc họa thiệt thân, lại còn liên lụy đến cha nữa, há chẳng rùng rợn lắm sao? Nếu không như vậy thì tội đại ác của Đỗ Thích vì đâu mà có, đúng như lời sấm truyền ?"
Đinh Hạng Lang cùng Đinh Bộ Lĩnh, Đinh Liễn và Đinh Toàn được thờ ở Đền vua Đinh, thành phố Hoa Lư, Ninh Bình.

## Cột kinh Phật-đảnh Tôn-thắng Đà-la-ni
Theo giáo sư Hà Văn Tấn, năm 1963 ở Hoa Lư phát hiện được một cột kinh Phật do hoàng tử Đinh Liễn sai dựng năm 973, sang năm 1964 lại phát hiện được cột kinh thứ hai, và đến năm 1978 có thêm 14 cột kinh tương tự. Trên các cột kinh này đều có khắc bài Phật-đảnh Tôn-thắng Đà-la-ni, theo đó, hoàng tử Liễn đã dựng thảy 100 chiếc như vậy để cầu siêu cho người em là Đại đức Đính Noa Tăng Noa đã bị ông giết.
| “        | Đệ tử là Suy thành Thuận Hóa, Tĩnh Hải quân Tiết độ sứ, đặc tiến Kiểm hiệu Thái sư, thực ấp một vạn hộ, Nam Việt vương Đinh Khuông Liễn, vì vong đệ là Đại đức Đính Noa Tăng Noa không làm điều trung hiếu, không thờ anh và cha, lại có lòng ác, trái với sự yêu thương và khoan dung, anh không thể bỏ qua, nên đã làm tổn hại đến tính mệnh của Đại đức Đính Noa Tăng Noa, để trọn vẹn tình nhà nghĩa nước. Lời người xưa rằng, đã tranh quan thì không nhường, ra tay trước mới là hay, đến nỗi ra tình hình như vậy. Nay nguyện làm 100 cột kinh để cúng cho vong đệ và những hồn ma của người chết trước đây và sau này, cầu cho tất cả giải thoát, không phải tranh giành kiện tụng. Trước hết là chúc cho Đại Thắng Minh hoàng đế, mãi mãi làm chủ trời Nam, giữ yên ngôi báu (Đệ tử Suy thành Thuận Hóa, Tĩnh Hải quân Tiết độ sứ, đặc tiến Kiểm hiệu Thái sư, thực ấp nhất vạn hộ, Nam Việt vương Đinh Khuông Liễn, sở vi vong đệ Đại đức Đính Noa Tăng Noa bất vi trung hiếu phục sự thượng phụ cập trưởng huynh, khước hành ác tâm, vi bội nhược ái khoan dung, huynh hư trước tạo thứ sở dĩ tổn hại Đại đức Đính Noa Tăng Noa tính mệnh, yếu thành gia quốc vĩnh bá môn phong. Cổ ngôn tranh quan bất nhượng vị, tiên hạ thủ vi lương, trí dĩ như tư. Kim nguyện tạo bảo tràng nhất bách tọa, tiến bạt vong đệ cập tiên vong hậu một nhất hạ thoát, miễn cánh chấp tụng. Tiên chúc Đại Thắng Minh hoàng đế, vĩnh bá thiên Nam, hằng an bảo vị). | ” |
| — Cột 3A | |   |

| “        | Trước chúc cho Đại Thắng Minh hoàng đế, mãi mãi trấn giữ trời Nam, sau nữa là phụ giúp cho cơ đồ hoàng đế (Tiên chúc Đại Thắng Minh hoàng đế, vĩnh trấn thiên Nam, thứ vi khuông tá đế đồ). | ” |
| — Cột 3B | |   |

| “        | Trước chúc cho Đại Thắng Minh hoàng đế, mãi mãi trấn giữ trời Nam, sau chúc cho Khuông Liễn mãi giữ được lộc vị (Tiên chúc Đại Thắng Minh hoàng đế, vĩnh trấn thiên Nam, thứ vi Khuông Liễn hằng kiên lộc vị). | ” |
| — Cột 3C | |   |

## Trong văn hoá đại chúng
| Năm  | Tác Phẩm                                | Diễn Viên      |
| 2011 | Lý Công Uẩn: Đường tới thành Thăng Long | Ngô Hoàng Thái |